# Сухе-Батор Дамдін
Дамдін (по батькові) Сухе-Батор, Дамдін Су́хбаатар або Сухе-богатир син Дамди (2 лютого 1893, Монголія, Китайська імперія — 20 лютого 1923, МНР) — керівник монгольського визвольного руху в часи Монгольської революції (1921).
Засновник Монгольської народно-революційної партії (МНРП). Військовий міністр революційного уряду, головком військових формувань революціонерів Монголії.
За підтримки уряду Радянської Росії і Червоної Армії в 1921 році розгромив частини барона Унгерна, де-факто керівника Монголії, який спираючись на козаків і офіцерів Російської імперії пробував відродити імперію Чингізхана.
Дружина Сухе-Батора Янжмаа була видним діячем МНРП, в 1953—1954 посідала посаду Голови Великого народного хуралу Монголії.
Тіло Сухе-Батора поховане в мавзолеї Сухе-Батора.
У 2004 мавзолей вождя Монгольської революції був закритий, а тіло спалене за буддистським звичаєм.

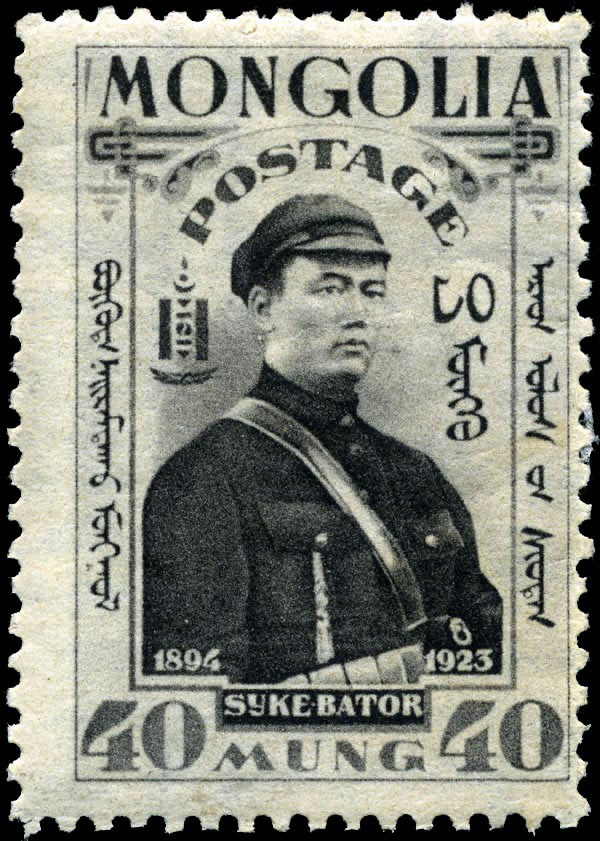
Поштова марка Монголії, присвячена Сухе-Батору, 1932 рік

.